# Tlaola (kommun)
Tlaola är en kommun i Mexiko.   Den ligger i delstaten Puebla, i den sydöstra delen av landet, 150 km nordost om huvudstaden Mexico City. Antalet invånare är 19 826. Arean är 143 kvadratkilometer.
Terrängen i Tlaola är lite bergig.
Följande samhällen finns i Tlaola:
- Xaltepuxtla
- Chicahuaxtla
- Tlaola
- Tzitzicazapa
- Tlapitzalapa
- Yetla
- Nuevo Hidalgo
- Caxapotla
- La Gallera
- Coxolitla
- Amanalco
- Tlatzohuiloya
- Tlacocugtla